# Michele Mastromarino
Michele Salvatore Sante Mastromarino (ur. 1 listopada 1893 w Cagliari, zm. 25 czerwca 1986 tamże) – włoski gimnastyk, medalista olimpijski.
W 1920 r. reprezentował barwy Zjednoczonego Królestwa Włoch na letnich igrzyskach olimpijskich w Antwerpii, zdobywając złoty medal w wieloboju drużynowym. 